# Cole Bennett
Cole Bennett (Plano, Illinois, 1996. május 14. –) amerikai üzleti ügyvezető, videográfus.

## Lyrical Lemonade
Bennett eredetileg internetes blogként, 2013-ban alapította a Lyrical Lemonade-et, amikor középiskolás volt az illinoisi Planóban. Anyja találta ki a blog nevét, és videokamerát is adott neki. Zenei videókat kezdett rendezni a chicagói helyi rapperek, köztük Vic Mensa és Taylor Bennett számára, amelyeket feltöltött a Lyrical Lemonade csatornára, élő show-összefoglalókkal, cypherekkel, dokumentumfilmekkel és interjúkkal együtt.
A csatorna végül a hiphop más alműfajaival is kibővült a helyi chicagói színtéren túl, mint például a kialakuló SoundCloud rap alfaj. 2016-ban és 2017 elején korai elismerést nyert, olyan művészekkel dolgozott együtt, mint Famous Dex, Lil Pump, Smokepurpp és Ski Mask the Slump God. 2017. április 7-én adta ki első rövidfilmjét Lone Springs címmel. 2017 augusztusában rendezte a Lil Xan-kislemez Betrayed videoklipjét, amelyet a RIAA 2018-ban Platinum minősítéssel igazolt. Később számos zenei videót rendezett slágerekhez, amelyek között szerepel Ski Mask the Slump God BabyWipe című dala, Lil Skies Red Roses és Nowadays című dalai, valamint YBN Nahmir Bounce Out With That című száma.
2018 májusában rendezte Juice Wrld chicagói rapper Lucid Dreams című videoklipjét, amely a Billboard Hot 100 2. helyén tetőzött. A videó meghaladta a 600 millió megtekintést a YouTube-on, ezzel ez lett a legnépszerűbb videó a csatornán. Azóta a hiphop olyan figuráival dolgozik együtt, mint J. Cole, Wiz Khalifa, Kanye West és Eminem.
2020 márciusában rendezte Eminem Godzilla című slágerének videoklipjét. Magában a videóban Dr. Dre és Mike Tyson is vállalt cameoszerepet. A videó 24 óra alatt 13 millió megtekintést ért el. 2020 decemberében, az Eminemmel folytatott második együttműködésben Bennett a rapper Gnat című kislemezének videoklipjét rendezte meg.

## Befolyása
Cole Lyrical Lemonade projektje gyakran hozzájárul a feltörekvő rapperek térnyeréséhez. Ilyen például Lil Pump, akinek a Lyrical Lemonade-n való megjelenése bizonyos mértékben megnövelte népszerűségét. További példák: Pump barátja és gyakori munkatársa, Smokepurpp, Juice WRLD, Ski Mask the Slump God, YNW Melly, Lil Tecca, NLE Choppa és Jack Harlow.

## További vállalkozásai
Bennett vállalkozott áruk és limonádéitalok készítésére is a Lyrical Lemonade név alatt. Azt mondta: "Nagyon szeretnék versenyezni a Minute Maiddel és az összes elit limonádéval és gyümölcslével foglalkozó céggel, és azt hiszem, hogy ezt meg is tudjuk csinálni."
2020 februárjában a Lyrical Lemonade együttműködött a Jordan Brand céggel. A gyűjtemény tartalmazott egy Aerospace 720 cipőt, kapucnis pulóvert és egy hosszú ujjú pólót. 2020 áprilisában a Lyrical Lemonade együttműködött az FTP utcai ruházati márkával. A kollekció kapucnis pulóvert, pólót és társmárkás limonádedobozokat tartalmazott.
A Lyrical Lemonade Cole vezetésével minden évben megrendezi a Summer Smash nevű zenei fesztivált. A független chicagói rendezvénytermelő SPKRBX kiadó mutatja be.